# كولن جيبسون (لاعب كرة قدم)
كولن جيبسون (بالإنجليزية: Colin Gibson)‏ (16 سبتمبر 1923 في المملكة المتحدة - 27 مارس 1992 في المملكة المتحدة) هو لاعب كرة قدم بريطاني (وحمل سابقاً جنسية المملكة المتحدة لبريطانيا العظمى وأيرلندا) في مركز مهاجم داخلي. لعب مع أستون فيلا وكارديف سيتي ونيوكاسل يونايتد ولينكولن سيتي أف سي ونادي ستوربريدج.